# Vytautas Kolesnikovas
Vytautas Kolesnikovas (* 25. Oktober 1948 in Alytus; † 1. Oktober 2021 ebenda) war ein litauischer Politiker und Maler.

## Leben
1968 absolvierte er das Mechanik-Technikum Alytus und von 1968 bis 1974  das Diplomstudium der Malerei in Moskau. Bis 1988 arbeitete er in verschiedenen Betrieben in Alytus. Von 1988 bis 1990 leitete er das Unternehmen „Harmonija“. Ab 1988 war er Mitglied von Sąjūdis. Von 1990 bis 1992 war er Deputat im Seimas, Mitglied im Ausschuss für Bildung und Kultur. Ab 1993 arbeitete er in der Inspektion des Kulturerbes.

## Familie
Er war verheiratet. Mit seiner Frau Nijolė hatte er eine Tochter und einen Sohn.